# Renan Bilek
Renan Bilek, all'anagrafe Recep Renan Bilek (Istanbul, 6 ottobre 1968), è un attore, musicista e scrittore turco, noto per aver interpretato il ruolo del Commissario Akif nella serie Come sorelle (Sevgili Geçmiş).

## Biografia
Renan Bilek è nato il 6 ottobre 1968 a Istanbul (Turchia), ha vissuto a Smirne per un po' e nel 2005 è tornato a Istanbul.

## Carriera
Renan Bilek si è diplomato presso la Galatasaray High School. Durante gli anni del liceo, ha suonato la chitarra e il basso nel gruppo musicale chiamato Leke. Nel 1999 dopo lo scioglimento del gruppo, ha realizzato un album intitolato Leke.
Si è esibito anche in spettacoli personali, spettacoli teatrali e serial come Bi' Laf Etmeli, Aramızda Kalsın, Bir Cem Karaca Hikayesi: Ömrüm, 50.Yılına Doğru Yetmişler, Aranjmanlar.
Ha scritto una rubrica settimanale dal titolo Stain sul quotidiano sol Newspaper, che è stata pubblicata per un po'. I suoi articoli sono stati pubblicati su riviste di vario contenuto (musica, arte, lingua, filosofia, ecc.). In gioventù, ha suonato nella clip Yaradana Yalvartma di Ufuk Yıldırım.

## Filmografia

### Cinema
- Yeşil Bir Dünya (1990)
- Devrimden Sonra (2011)
- La sindaca (Hükümet Kadın), regia di Sermiyan Midyat (2013)
- Geniş Aile Yapıştır, regia di Ömer Ugur (2015)
- Olanlar Oldu, regia di Hakan Algül (2017)
- Yaşamak Güzel Şeyi, regia di Müfit Can Saçinti (2017)
- Cep Herkülü: Naim Süleymanoğlu, regia di Özer Feyzioglu (2019)
- Garip Bülbül Neşet Ertaş (2022)

### Televisione
- Öyle Bir Geçer Zaman ki – serie TV (2010-2013)
- Doksanlar – serie TV (2013-2014)
- Yeşil Deniz – serie TV (2014-2015)
- Yeni Gelin – serie TV (2017-2018)
- Come sorelle (Sevgili Geçmiş) – serie TV (2019)
- Çatı Katı Aşk – serie TV (2020)
- Ramo – serie TV (2021)
- İçimizden Biri – serie TV (2021)
- Baba – serie TV (2022)

## Teatro
- Bi' Laf Etmeli (1996)
- Aramızda Kalsın (2012)
- Bir Cem Karaca Hikâyesi: Ömrüm (2016)
- 50. Yılına Doğru Yetmişler (2017)
- Aranjmanlar (2017)

## Discografia

### Album
- Leke (1998)

### Video musicali
- Çek O Pis Ellerini
- Ayağa Kalk
- Öyle Bir Geçer Zaman ki

## Doppiatori italiani
Nelle versioni in italiano dei suoi film e delle sue serie TV, Renan Bilek è stato doppiato da:
- Michele Gammino[11] in Come sorelle[12]